# Astegopteryx muiri
Astegopteryx muiri är en insektsart. Astegopteryx muiri ingår i släktet Astegopteryx och familjen långrörsbladlöss. Inga underarter finns listade i Catalogue of Life.